# John og Mia
John og Mia er en dansk kortfilm fra 2002, der er instrueret af Christian Dyekjær efter manuskript af ham selv og  Søren Frellesen.

## Handling
John er langturschauffør og bor alene efter sin kones død, og datteren Mia er flyttet hjemmefra. John er på vej hjem fra en langtur, da han ruller ind på den lokale tankstation. Han køber julebryg, en pose frossen biksemad og lejer en pornofilm. Hjemme i stuen opdager John til sin forfærdelse, at det er datteren Mia, som han ikke har talt med i flere år, der medvirker i filmen. Johns opdagelse bliver starten på hans godhjertede men kluntede forsøg på at genoptage kontakten til sin datter.

## Medvirkende
- Dick Kaysø - John
- Mira Wanting - Mia
- Niels Skousen - Karsten
- Ali Kazim - Rico
- Stine Lee Bruhn Schrøder - Katja
- Anders Hove - Pornofotograf
- Claus Strandberg - Mand ved opgang
- Niels Stefansen - Mand i pornostudie
- David Stubbe Teglbjærg - Mand i pornostudie
- Erling Bille - Kund på tankstation
- Heinz Frellesen - Mand ved tankstation
- Niels A. Hansen - Dreng på tankstation
- Jesper Schrøder - Dreng på tankstation
- Anne Møller Jensen - Annie